# Ferrari (nummer)
"Ferrari" is een nummer van de Engelse dj en producer James Hype en de Engelse zanger Miggy Dela Rosa, als single uitgebracht via Island Records and the Cross op 15 maart 2022.
Het nummer samplet "I Need a Girl (Part Two)" van P. Diddy en Ginuwine met Loon, Mario Winans en Tammy Ruggieri uit 2002. Het nummer werd een grote zomerhit in Europa en het Verenigd Koninkrijk en bereikte zelfs de nummer één positie in de Nederlandse Single Top 100. In Vlaanderen wist het nummer ook de eerste plaats te halen, nadat Harry Styles 10 weken koploper was.